# 泛美航空
泛美世界航空是美國一家已結業的航空公司。自1930年代至1991年倒閉前，一直是美國的主要航空公司。最初於佛羅里達州基韋斯特提供水上飛機服務，慢慢發展成一家世界知名的航空公司。泛美為航空業帶來多項突破，包括大量使用喷气式客機，率先採用波音747珍寶客機及電腦化訂位系統，機艙小姐與服務展示等等，泛美的創新為現代航空業樹立了榜樣，成為20世紀民航的象徵。雖然是過去經典文化的縮影，但其革新精神也包含未來時尚的想像，這種獨特的公司文化，在航空發展歷史中有相當的地位。
1991年，泛美航空倒閉後，曾有三家公司還以泛美航空的名義運作。第二家泛美航空於1996年至1998年間營運，集中經營來往美國與加勒比海的廉價長程航線。第三家泛美航空以新罕布夏州朴次茅斯為基地，但於2004年結業。其姊妹公司波士頓-緬因航空（Boston-Maine Airways）繼續以Pan Am Clipper Connection的名義運作，直至2008年2月。
除了第二家泛美航空以PN作為其IATA代碼外，其他泛美航空均使用PA作為IATA代碼和PAA作為ICAO代碼。但三家泛美航空均無任何關聯。

## 歷史

### 組成
泛美航空公司於1927年3月14日由亨利·阿諾德少校和卡爾·安德魯·斯帕茨等人創立，他們的公司有能力取得到古巴郵件運送的合約，但卻沒有能力去執行運送工作。1927年6月2日，胡安·特普成立了美州航空公司（Aviation Corporation of America），由威廉·洛克菲勒（William A. Rockefeller）和柯尼勒斯·范德比爾特·惠特尼（Cornelius Vanderbilt Whitney）等等幾位有權勢和政治關係的投資者於背後支撐，並由惠特尼擔任總裁一職。在購入一家於1926年成立在佛羅里達州基韋斯特提供水上飛機服務的公司後，取得哈瓦那的著陸權。1927年10月11日，紐約銀行家理查·霍伊特（Richard Hoyt）成立了大西洋-海灣及加勒比航空公司（The Atlantic, Gulf, and Caribbean Airways）。這三家公司於1928年6月23日合併為一家控股公司，名為美州航空公司。理查·霍伊特擔任公司主席，特里普和其伙伴取得公司四成權益，並由惠特尼擔任總裁。而泛美則成為美州航空公司旗下的附屬公司，由特里普主理。
合併前，美國政府為免當時由德國持有的哥倫比亞航空公司—SCADTA在無競爭者的情況下取得美國來往拉丁美洲的航權，於是批准泛美的郵件運送合約，並把泛美視為美國國外航線的選定公司。泛美航空在政府扶植及壟斷國外郵件運送合約的情況下不斷擴展。
特里普與其伙伴計劃將泛美航空的航線網擴展至中南美洲。在1920年代末至1930年代初時，泛美在中南美洲購入了許多經營不善的航空公司，並向美國郵政商議前往該地區的大部份郵件運送合約。1929年9月，特里普與查爾斯·林白到拉丁美洲幾個國家商討著陸權，其中包括SCADTA的基地—哥倫比亞。年終推出沿南美洲西岸前往秘魯的航線。翌年，因收購了NYRBA（New York, Rio, and Buenos Aires Line）而取得一條沿南美洲東岸前往阿根廷布宜諾斯艾利斯再轉向西往智利聖地牙哥的航線，並把航空公司易名為「Panair do Brasil」。泛美亦與基斯海運公司（Grace Shipping Company）於30年代組成泛美-基斯航空（Pan American-Grace Airways），以利於在安地斯山脈地區立足。

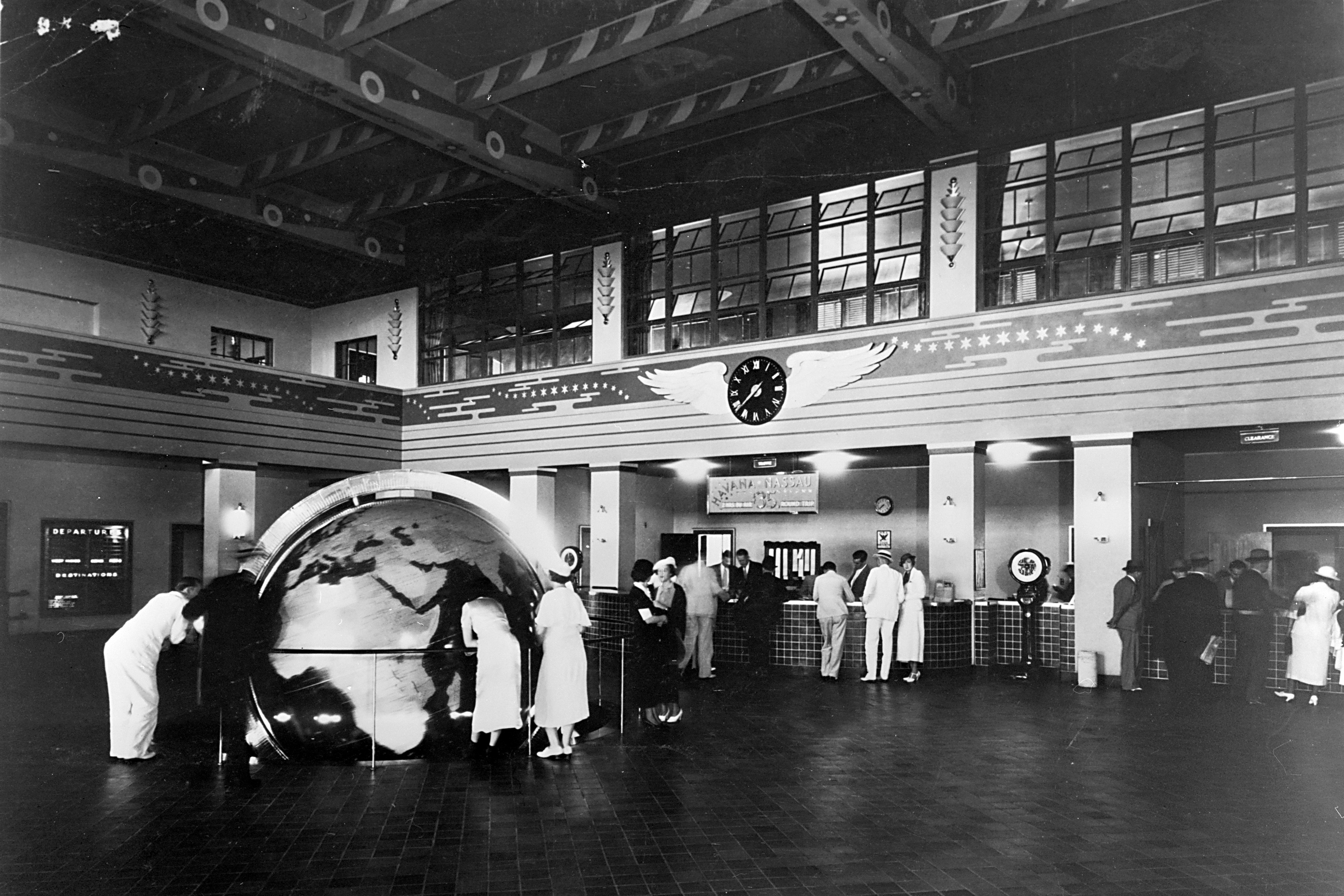
泛美航空位於佛羅里達州邁阿密達拿基（Dinner Key）的水上飛機航站，30年代至40年代間是美國國內線一個樞紐。

泛美航空的母公司—美州航空公司於1929年時是紐約場外證券交易所裡最炙手可熱的股票，每次公佈新航線時都會引起一陣買賣熱潮。在3月的一天內，美州航空公司的股價就攀升了50%之多。特里普與其伙伴曾阻止聯合飛機運輸公司（United Aircraft and Transport Corporation，UATC）對泛美提出的收購，並繼續掌管泛美航空的業務。（UATC是今天波音、普惠和聯合航空的母公司）

### 泛美時代

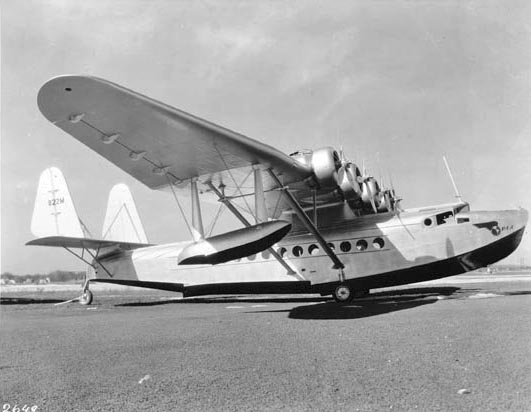
西科斯基 S-42是泛美航空早期的一種水上飛機，曾用於勘查三藩市至中國的航線。

泛美於南美洲擴展的同時，也於1937年與挪威DNL航空的伯恩特·巴爾肯（Bernt Balchen）商討合作飛行越大西洋前往歐洲航線的合作協議。協議由泛美把乘客送到冰島雷克亞維克，再轉乘DNL航空的西科斯基 S-43前往挪威的卑爾根。但計劃其後擱置，泛美轉而籌辦由美國前往英國及法國的航線。英國國有的帝國航空非常渴望與泛美航空合作開辦越大西洋航線，但法國則因為其國家航空公司「Aéropostale」是拉丁美洲的主要航空公司，並與泛美於一些航線上直接競爭而未對合作協議提起太大興趣。但最後兩國仍然與泛美達成協議合作開辦由維吉尼亞州諾福克經百慕達及亞速爾群島前往歐洲的航線，但這條航線並未有完全投入服務。1937年6月16日，泛美航空與帝國航空合作提供紐約往百慕達的航線。泛美使用一架名為百慕達飛剪號（Bermuda Clipper）的西科斯基 S-42飛行，而帝國航空則使用塞特（Shorts）C級水上飛機服務該航線。泛美亦於同年取得由波士頓往哈利法克斯的郵件運送合約。
首次越北大西洋的商業勘查飛行於1937年7月5日進行。一架名為泛美飛剪三號（Pan Am Clipper III）的西科斯基S-42由紐約起飛，停經加拿大紐賓士域謝迪艾克（Shediac）後抵達紐芬蘭與拉布拉多的博特伍德（Botwood）。翌日，由夏諾·戈雷（Harold Gray）駕駛的泛美飛剪三號離開博特伍德飛往愛爾蘭的佛尼斯（Foynes）。同日，帝國航空一架C級飛行艇亦自佛尼斯起飛前往博特伍德，於7月8日抵達蒙特婁，9日抵達紐約。這次試飛標誌著越大西洋商業航班正式展開。
一批六架的波音314水上飛機於1939年初交付與泛美航空。1939年6月28日，泛美利用這種新型飛機每周飛行一班航班來往美國與英國。由紐約起飛，停經謝迪艾克、博特伍德和佛尼斯最後抵達南安普敦。單程機票收費375美元，相等於今天的5,000美元。第二次世界大戰爆發後，終站改為佛尼斯直至10月5日因入冬而停飛。二戰期間，泛美航空的波音314時常橫越大西洋中部和世界各地支援一些軍事行動。
泛美航空於1930年曾計劃經阿拉斯加前往日本及中國，並委派林白勘查航線。但因為美國對蘇聯及日本的關係日益惡化而未能開辦。特里普因而決定開辦由加州三藩市經檀香山後分別前往香港及奧克蘭的航線。1934年，取得珍珠港、中途島、威克島、關島和馬尼拉蘇碧灣（Subic Bay）的著陸權後，泛美於1935年3月把價值500,000美元的航空器材運往各中途站。首次勘查飛行於4月由一架西科斯基S-42進行，又於年終取得由三藩市往中國廣東的郵件運送合約。首班航班使用一架馬丁M-130飛行於11月22日啟航。其後，泛美改用波音314飛行該太平洋航線，前往中國的乘客能在香港轉接由泛美營運的中國航空公司航線網前往中國其他城市。
泛美航空把旗下大部份飛機都以「飛剪」（Clippers）命名，而飛剪一詞則取自19世紀的高速帆船—飛剪船（clipper ship），這些飛機是當時唯一能進行洲際飛行的客機。為了與郵輪競爭，泛美為乘客提供頭等客位，飛航組員都會穿著正式的海軍服裝，而不會像運送郵件的飛行員一樣穿著皮外套和頸戴絲巾。在登機時亦採用了一般登船的程序。然而，第二次世界大戰期間大部份飛剪飛機都被軍隊徵用，飛航組員以合約方式協助軍方飛行。在這個時代中，泛美率先橫越西非和中非前往伊朗，又於1942年初首先開辦環球航線。1943年1月，美國總統小羅斯福搭乘泛美旗下名為「迪西飛剪號」（Dixie Clipper）的波音314由邁阿密飛往英屬甘比亞的班珠爾，成為第一位搭乘飛機出國的在任美國總統。而《星艦奇航記》的作者吉恩·羅登貝瑞亦曾經在這段時期擔任泛美的飛行員。1947年6月19日，日蝕飛剪號（Clipper Eclipse）於敘利亞墜毀時他也在機上。

### 戰後發展

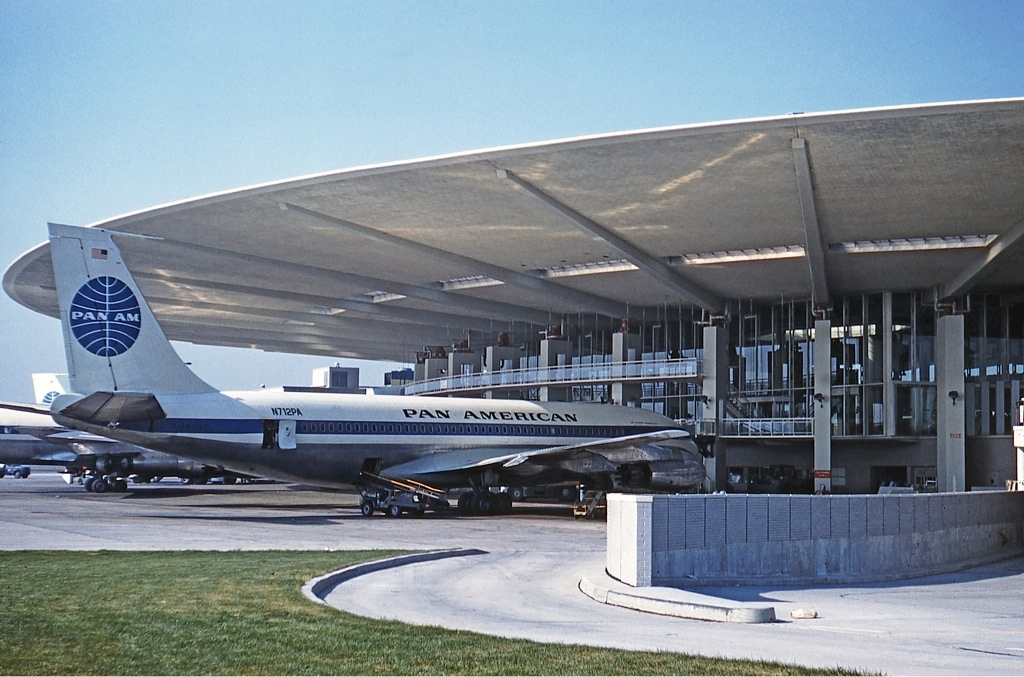
1961年，泛美航空的波音707在纽约机场“世界港”

戰後，泛美航空的機隊由波音377、道格拉斯DC-6和洛克希德星座式客機這些速度更高的飛機取代。泛美以環球航線壟斷了所有西行的航空旅客40年之久，001號航班由三藩市出發停經世界各地，包括檀香山、東京、香港、曼谷、加爾各答、德里、貝魯特、伊斯坦堡。
雖然，泛美航空致力提高其國際航空公司的地位，但其優勢正逐年減少。美國海外航空率先打破了泛美航空的壟斷局面，隨後越來越多航空公司加入競爭。如環球航空、布蘭尼夫國際航空和西北航空分別加入競逐歐洲、南美洲和東亞的市場。1950年開辦環球航線不久後，泛美開始研究經濟客位的概念，並易名為泛美世界航空公司（Pan American World Airways）。
面對著各航線的重大競爭，泛美航空開始進行一些革新，包括購入DC-8和波音707這兩種噴射客機。1958年10月26日，開始使用波音707飛行紐約至巴黎的航線。

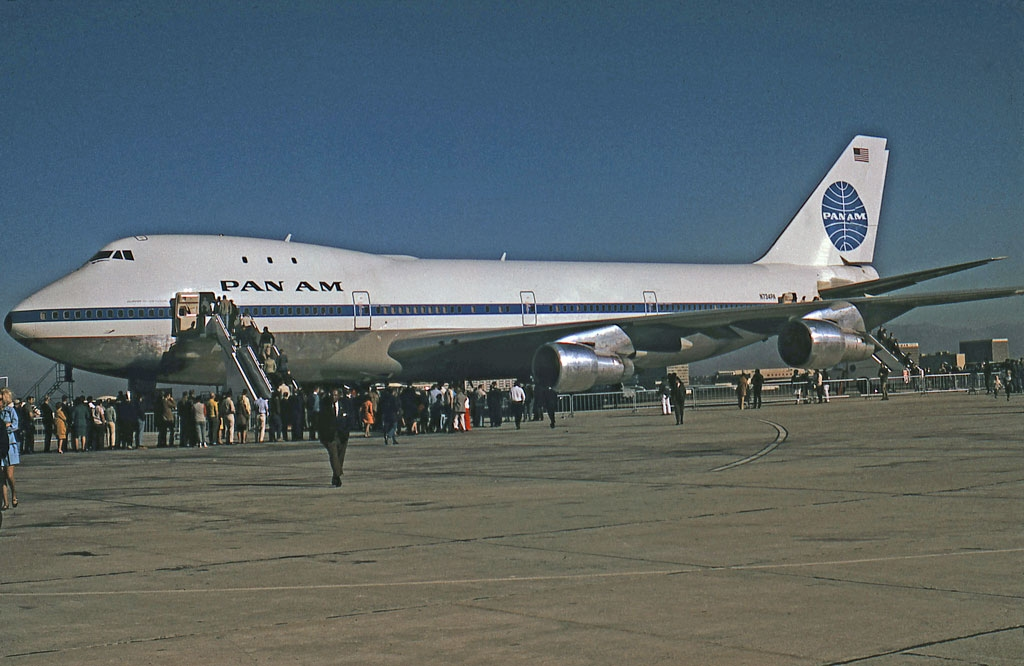
1970年2月，泛美航空的波音747在洛杉矶

泛美航空是波音747的首批客戶，於1966年4月訂購25架波音747。1970年1月15日，首架泛美波音747於華盛頓杜勒斯國際機場由第一夫人派翠西亞·尼克森（Pat Nixon）施洗，泛美總裁納吉布·哈拉比亦有出席典禮。首班以波音747飛行的商業航班於1970年1月21日黃昏由紐約出發前往倫敦。遗憾的是，该编号N736PA的飞机于1977年在西班牙的加纳利群岛与另一架747相撞后完全损毁并造成583人遇难。1970年3月，泛美开始用747飞往东京，成为首个在跨太平洋航线使用747的航空公司:153。
泛美航空於1963年6月4日簽訂6架協和式客機的選擇權，是首三間簽定選擇權的航空公司之一，但最後並未有購買協和式客機，泛美亦是波音超音速客機波音2707的潛在客戶，但波音2707從未有投入服務。
50年代，泛美航空的業務越來越多元化，包括創立了洲際酒店和購入一架商務飛機。也參與了建構南大西洋導彈追蹤系統和在內華達州運作一個核能發動機實驗室。
隨著客量逐年遞增，泛美航空於1962年向IBM訂製「PANAMAC」，PANAMAC是一部用作預定機位及酒店房間的大型電腦，還載有大量城市、國家、機場、飛機、酒店和餐廳的資訊。PANAMAC佔據了位於曼哈頓的泛美大廈四樓全層，而泛美大廈是當時最大的商業大廈。泛美也在紐約甘迺迪國際機場建造名為世界港（Worldport）的客運大樓，是當時世界最大的客運大樓，橢圓形的屋頂面積達16,000平方米。
在高峰時期，泛美航空的定期航班服務遍及六大洲。大部份航線都由紐約來往歐洲和南美洲及邁阿密來往加勒比海地區。1964年起，泛美提供直升機服務來往曼哈頓與紐約主要機場。泛美機隊除了DC-8、波音707、747外，還包括波音720、波音727、波音737、波音747SP、L-1011三星客機、DC-10、A300和A310。
泛美也有參與一些著名的人道飛行任務。當年泛美使用DC-6B每周飛航650班航班來往西德和西柏林之間，到1966年轉用波音727飛航。越戰期間，泛美亦為美軍飛航R&R航班（Rest and Recreation，意為休息和消遣），接載美軍人員到香港、東京和其他亞洲城市休假。
70年代初，泛美航線網遍及全球160個國家、它的先進機隊、富經驗和專業的飛航組員和能操多種語言的機艙服務員已經令它受盡青睞。而當時在廣告中推廣的品牌口號「世界上經驗最豐富的航空公司」（World's Most Experienced Airline），令泛美變得更知名。賈桂琳·甘迺迪也首選泛美航空的頭等客艙來往紐約和雅典之間，而不選擇由他丈夫亚里士多德·奥纳西斯擁有的奧林匹克航空。

### 衰落
好景不长，1973年，石油危機令泛美航空的營運成本大幅上升。高油價、航空旅遊的需求降低加上國際航班供過於求（1969年美國開放越太平洋航線的航權，引入多公司競爭）導致泛美客量大減，也嚴重影響其盈利。如其他主要航空公司一樣，泛美大量引入波音747，原本希望以此迎合客量增長，但实际情況明顯與預期相反。
1974年9月23日，一些泛美航空的僱員於紐約時報刊登廣告，認為政府的政策會危害泛美航空的財政能力。廣告中舉出了例子，指泛美降落悉尼機場時須繳付4,200美元，而澳洲航空降落洛杉磯時只須繳付178美元。又認為美國郵政付給外國航空的空郵運送費用是泛美的5倍。最後，廣告質問為什麼美國進出口銀行以6厘利息借貸給日本、法國、沙特阿拉伯，但是泛美借貸卻須要收取12厘利息。
為了與其他航空公平競爭，泛美開始嘗試進入美國國內線的市場。經多次申請國內線許可失敗後，泛美終於在1979年在解除空運管法案（Airline Deregulation Act）制定後獲得許可在其國內樞紐之間營運國內航班。但解除空運管制法案同樣影響了其海外市場，一些擁有國內航線網的航空公司也開始與泛美在國際航線競爭。

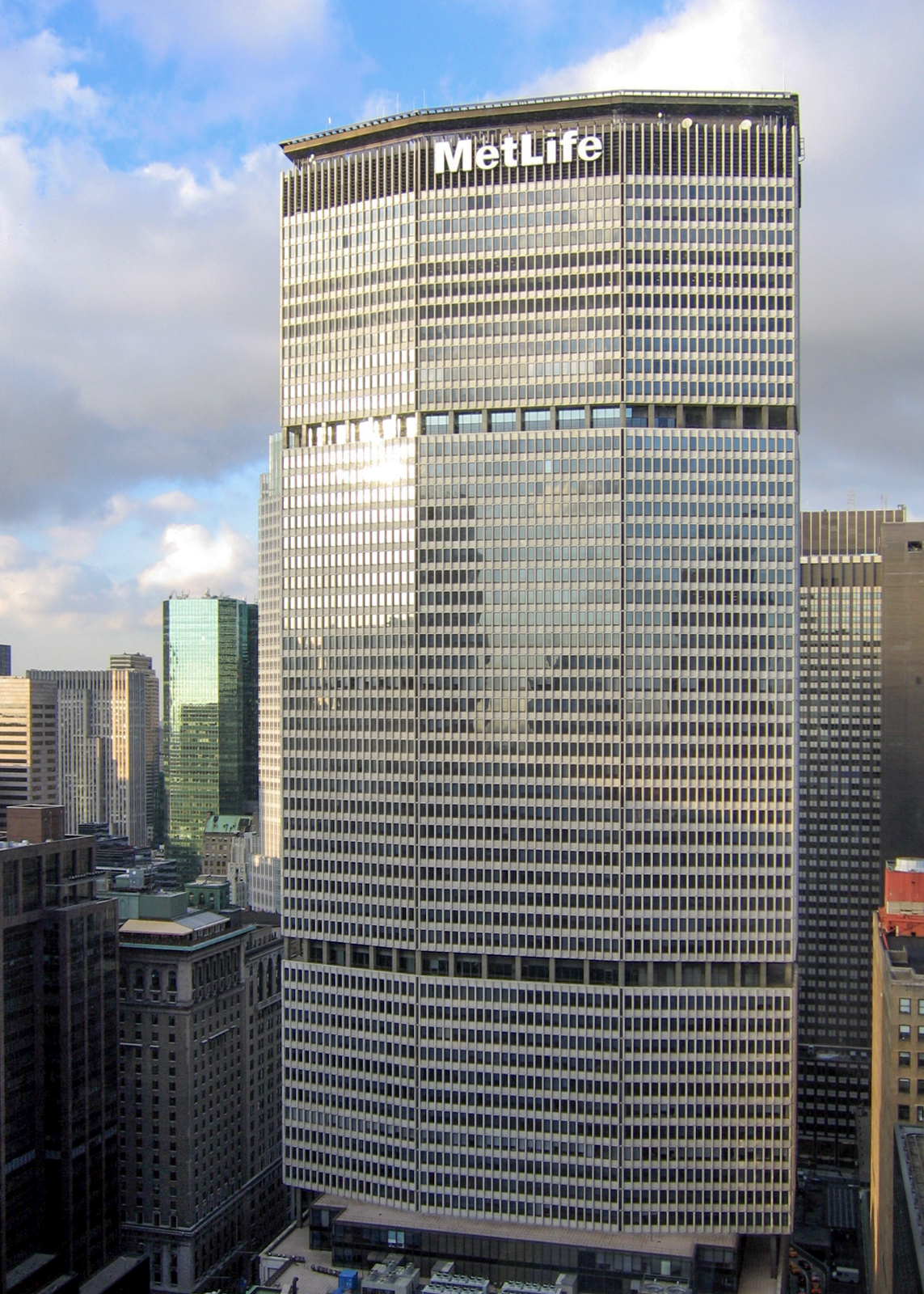
泛美大廈於1981年售予大都會國際人壽（Metlife）

在總裁威廉·斯威爾（William Seawell）的管理下，泛美於1980年收購國家航空公司藉以壯大國內航線網。但是，由於爭相提價收購令泛美購入國家航空所付的金錢遠遠超越其市值。國家航空不但未為泛美帶來盈利，反而令機隊變得更為複雜，航線網亦未能配合泛美航空（國家航空航線網集中在佛羅里達州），而兩家公司的文化更是不盡相同。這次收購後來被稱為「斯威爾的愚行」（Seawell's Folly）。斯威爾為了挽救泛美航空而出售公司部份資產，包括於1981年出售泛美大廈予大都會人壽保險，1982年终止香港、德里和曼谷的航班，1985年更將整個太平洋航線網售予聯合航空。出售資產所得到的資金則用作購買新飛機，包括A300、A310和A320（但由于泛美的财务状况，A320被泛美转让给其他公司）。泛美亦開始提供穿梭服務來往波士頓、紐約和華盛頓。然而，持續虧損、每況愈下的服務仍然困擾著泛美。
泛美的象徵形象亦令它成為恐怖份子的襲擊目標。為了找出保安漏洞和使公眾相信搭乘泛美航班是安全，泛美於1986年設立了一個名為警報管理系統（Alert Management Systems）的保安系統。但新系統未有改善保安工作，泛美為了節省資金和減低對乘客的不便而將保安程序維持在最低水平。1988年12月，聯邦航空局在29間航空公司中共發現236項保安漏洞，泛美亦因19項保安漏洞而被罰款。
1986年，泛美終於失守，泛美73號班機在巴基斯坦被劫机，140名乘客和機員傷亡。1988年，泛美航空103號班機在蘇格蘭洛克比（Lockerbie）上空爆炸，更造成270人死亡，令乘客開始避免搭乘泛美航空。泛美還須要面對103號班機100多個死難者家屬的訴訟，共索償3億美元。泛美則反駁指6家政府部門，包括中央情報局、國務院等等早已收到炸彈襲擊的警告，但未有知會泛美。死難者家屬認為泛美只是在推卸責任。洛克比空難真正給予了泛美航空致命一擊。
1990年8月2日，波斯灣戰爭爆發，導致越大西洋的航空交通量大減。1990年10月23日，泛美出售來往倫敦希斯路機場這條有利可圖的航線予聯合航空（航線於1991年4月，在英美有關當局批准後轉移）。出售航線後，泛美只剩下每天2班航班前往倫敦格域機場。雖然如此，泛美仍然於1991年1月宣佈破產。達美航空購入泛美餘下有利可圖的資產，包括所有歐洲航線（除了迈阿密-伦敦和迈阿密-巴黎的航线外）和甘迺迪國際機場的世界港，同时也从泛美航空的机队中抽取了60架飞机，並注入資金維持泛美在加勒比海及拉丁美洲的服務。這段期間，泛美仍然錄得巨額虧損。在達美航空停止注資後，泛美終於1991年12月4日結業。泛美最後一班航班由一架名為親善飛剪號（Clipper Goodwill）的波音727飛航，以航班編號436從巴貝多的橋鎮飛往邁阿密。泛美的最後樞紐邁阿密由聯合航空和美國航空瓜分。泛美的商標則售予投資者，因此到後來出現又幾家泛美航空，以及泛美铁路。
在著作《泛美：一個航空傳奇》（Pan Am: An Aviation Legend）中，作者巴那比·康拉德（Barnaby Conrad）認為泛美的衰落是一連串的管理失誤、美國政府不重視保護其主要航空公司和規管政策有瑕疵引致。他引用了一段泛美前外務副總裁史丹利·葛維士（Stanley Gewirtz）的話：
會出錯的事終會出錯。沒有一個繼任者能像胡安·特里普一樣有遠見地去做一些正確的事……這是摩菲定理的極致例子。出售有盈利能力的資產令泛美無法改變滅亡的命運，留下的東西都不夠維持一家航空公司。

## 机队

### 1990年机队
1990年，也是停止運營半年前，泛美航空運營着以下機型：
| 机型                 | 停运前运营数量 | 订购 | 载客量 | 载客量 | 载客量 | 载客量   | 备注                      |
| 机型                 | 停运前运营数量 | 订购 | F      | C      | Y      | 总载客量 | 备注                      |
| -------------------- | -------------- | ---- | ------ | ------ | ------ | -------- | ------------------------- |
| 空中客车A300B4-200   | 12             | —    | —      | 24     | 230    | 254      |                           |
| 空中客车A310-200     | 7              | —    | —      | 18     | 207    | 225      |                           |
| 空中客车A310-300     | 12             | —    | 12     | 30     | 154    | 196      |                           |
| 波音727-200          | 91             | 9    | —      | 14     | 131    | 145      | 新订购飞机均为二手飞机    |
| 波音737-200          | 5              | —    | —      | 21     | 95     | 116      |                           |
| 波音747-100          | 18             | —    | 21     | 44     | 347    | 412      | 启动用户 均为1987客舱布局 |
| 波音747-200B         | 7              | —    | 39     | 52     | 286    | 377      | 均为1989南美航线客舱布局  |
| 合计                 | 152            | 9    |        |        |        |          |                           |
| 泛美航空快运机队     |                |      |        |        |        |          |                           |
| ATR 42-300           | 8              | 3    | —      | —      | 46     | 46       |                           |
| 加拿大德哈维兰Dash 7 | 10             | —    | —      | —      | 50     | 50       |                           |
| Total                | 18             | 3    |        |        |        |          |                           |

### 歷史機隊
泛美航空亦曾运营过以下机型
| 机型                      | 合计         | 入役         | 退役         | 注释                                                    |
| 水上飞机机队              | 水上飞机机队 | 水上飞机机队 | 水上飞机机队 | 水上飞机机队                                            |
| ------------------------- | ------------ | ------------ | ------------ | ------------------------------------------------------- |
| 波音314                   | 7            | 1939         | 1946         | 首个运营跨大西洋邮件运送的机型                          |
| 联合准将                  | 14           | 1930         | 1943         |                                                         |
| 道格拉斯海豚              | 2            | 1934         | 未知         | 全数售予中国航空                                        |
| 馬丁M-130                 | 3            | 1935         | 1945         | 首个运营跨太平洋邮件运送的机型                          |
| 西科斯基S-36              | 5            | 1927         | 1928         |                                                         |
| 西科斯基S-38              | 24           | 1928         | 1943         |                                                         |
| 西科斯基S-40              | 3            | 1931         | 1944         | 首个采用“飞剪”命名的机型                                |
| 西科斯基S-42              | 10           | 1934         | 1946         |                                                         |
| 西科斯基S-43              | 10           | 1936         | 1945         |                                                         |
| 喷气式飞机机队            |              |              |              |                                                         |
| 空中客车A300B4-200        | 13           | 1984         | 1991         | 停运前仍有两架未交付订单；其中4架售予森帕蒂航空         |
| 空中客车A310-200          | 7            | 1985         | 1991         | 全数售予达美航空                                        |
| 空中客车A310-300          | 14           | 1987         | 1991         | 全数售予达美航空                                        |
| 空中客车A320-200          | 50           | 从未交付     | 从未交付     | 共计50架订单，从未交付 前16家订单由布兰尼夫国际航空接手 |
| 波音707-120               | 8            | 1958         | 1974         | 启动客户                                                |
| 波音707-320B              | 85           | 1959         | 1981         |                                                         |
| 波音707-320C              | 34           | 1963         | 1979         |                                                         |
| 波音720B                  | 9            | 1963         | 1974         |                                                         |
| 727-100                   | 27           | 1965         | 1991         |                                                         |
| 727-100                   | 19           | 1965         | 1991         | 原美国国家航空机队                                      |
| 727-200                   | 81           | 1979         | 1991         |                                                         |
| 727-200                   | 24           | 1979         | 1991         | 原美国国家航空机队                                      |
| 波音737-200               | 16           | 1982         | 1991         |                                                         |
| 波音747-100               | 33           | 1970         | 1991         | 启动客户                                                |
| 波音747-100               | 4            | 1970         | 1991         | 全数售予美国航空                                        |
| 波音747-100               | 2            | 1970         | 1991         | 全数售予达美航空                                        |
| 波音747-100               | 5            | 1970         | 1991         | 全数售予联合航空                                        |
| 波音747-200B              | 7            | 1983         | 1991         | 购自新加坡航空                                          |
| 波音747-200C              | 1            | 1974         | 1983         | 购自世界航空 由泛美航空货运运营                         |
| 波音747-200F              | 2            | 1979         | 1983         | 由泛美航空货运运营                                      |
| 波音747SP                 | 10           | 1976         | 1986         | 启动客户 全数售予联合航空                               |
| 波音747SP                 | 1            | 1976         | 1986         | 购自布兰尼夫国际航空                                    |
| 道格拉斯DC-8-32           | 19           | 1960         | 1970         |                                                         |
| 道格拉斯DC-8-33           | 19           | 1960         | 1970         |                                                         |
| 道格拉斯DC-8-62           | 1            | 1970         | 1971         |                                                         |
| 洛克希德L-1011-500 “三星” | 12           | 1980         | 1986         | 全数售予联合航空                                        |
| 麦道DC-10-30              | 11           | 1980         | 1984         | 原美国国家航空机队 全数售予联合航空                     |
| 麦道DC-10-30              | 5            | 1980         | 1985         | 原美国国家航空机队 全数售予联合航空                     |
| 活塞式机队                |              |              |              |                                                         |
| 波音307 “平流層”          | 3            | 1940         | 1948         |                                                         |
| 波音377 “同溫層巡航者”    | 28           | 1949         | 1961         |                                                         |
| 波音377 “同溫層巡航者”    | 8            | 1949         | 1961         | 购自美国海外航空                                        |
| 康維爾CV-240              | 20           | 1948         | 1957         |                                                         |
| 康維爾CV-340              | 6            | 1953         | 1955         |                                                         |
| 柯蒂斯C-46 “突击队员”     | 12           | 1948         | 1956         |                                                         |
| 道格拉斯DC-2              | 9            | 1934         | 1941         |                                                         |
| 道格拉斯DC-3              | 90           | 1937         | 1966         |                                                         |
| 道格拉斯DC-4              | 22           | 1947         | 1961         |                                                         |
| 道格拉斯DC-6              | 49           | 1953         | 1968         |                                                         |
| 道格拉斯DC-7              | 37           | 1955         | 1966         |                                                         |
| 费柴尔德FC-2              | 5            | 1928         | 1933         | 首架飞机交付泛美希腊航空                                |
| 费柴尔德71                | 3            | 1930         | 1940         |                                                         |
| 费柴尔德91                | 2            | 1936         | 1937         | 其中4架订单从未交付                                     |
| 福克F-10A                 | 12           | 1929         | 1935         |                                                         |
| 福克F.VIIa/3m             | 3            | 1927         | 1930         | 首架执行邮件运送任务的泛美航空机型                      |
| 福特三轮摩托车            | 11           | 1929         | 1940         |                                                         |
| 洛克希德9型猎户座         | 2            | 1935         | 1936         |                                                         |
| 洛克希德10型伊莱克特拉    | 4            | 1934         | 1938         |                                                         |
| 洛克希德L-049 “星座”      | 29           | 1946         | 1957         |                                                         |
| 洛克希德L-749 “星座”      | 4            | 1947         | 1950         |                                                         |
| 洛克希德L-1049 “超級星座” | 1            | 1955         | 未知         |                                                         |
| 涡浆式机队                |              |              |              |                                                         |
| ATR 42-300                | 12           | 1987         | 1991         | 由泛美航空快运运营                                      |
| 英国宇航捷流31            | 10           | 1987         | 1991         | 由泛美航空快运运营                                      |
| 加拿大德哈维兰Dash 7      | 8            | 未知         | 1991         | 由泛美航空快运运营                                      |

## 世界記錄
1941年12月，泛美航空一架名為「太平洋飛剪號（英語：Pacific Clipper）的客機自美國舊金山飛往新西蘭奧克蘭。由於時值第二次世界大戰太平洋戰爭，泛美航空為了降低飛機被日本軍隊在太平洋上空擊落的風險而選擇將返程航班改為經印度洋和大西洋飛往紐約。這架飛機於1941年12月8日自奧克蘭起飛，途徑泗水、卡拉奇、巴林、喀土穆和利奧波德維爾等多個城市歷經31,500海裡（50,694公里）後最終於1942年1月6日早上7點12分抵達紐約，成為世界上第一個商業運營的環球飛行航班。
1976年5月1日，泛美航空一架注册号N533PA，名為自由鐘聲飛剪號（Clipper Liberty Bell）的波音747SP-21以46小時50秒打破了由飛虎航空一架波音707創下的商用飛機環球飛行時長記錄。這航班自紐約甘迺迪國際機場起飛，停經新德里和東京羽田機場，最後於5月3日回到甘迺迪國際機場。雖然在羽田機場遇到罷工潮令航班延誤了2小時，但完成時間仍然比舊記錄快16小時24分鐘。
1977年，為了紀念50週年，泛美航空又執行了另一班破記錄的航班，由旧金山出發，停經倫敦、開普敦和奧克蘭後返回旧金山，航程間飛越了北極和南極。使用名為新地平線飛剪號（Clipper New Horizons，也就是一年前的自由鐘聲飛剪號）的747SP-21飛航，令該機成為唯一一架曾沿赤道（以自由鐘聲飛剪號的名義）及南北極（以新地平線飛剪號的名義）作環球飛行的飛機。泛美50號航班用了54小時7分鐘12秒，刷新了6項由國際航空聯合會認證的世界記錄。而該航班亦由一年前駕駛自由鐘聲飛剪號並創下世界紀錄的機長執飛。

## 流行文化
冷戰時期，泛美航空在流行文化中扮演一個很重要的角色。泛美其中一張最著名的照片就是披頭士樂隊於1964年搭乘泛美一架名為迪法恩斯飛剪號 （Clipper Defiance）的波音707-331客機抵達甘迺迪國際機場的情景。
1964年至1968年間，行騙高手弗兰克·阿巴内尔曾多次冒充泛美的飛行員坐在駕駛艙內的摺合椅（Jump seat）前往多個地方，還入住泛美提供的酒店、用偽造支票付款和兌現偽造的泛美支薪支票。他在著作《Catch Me if You Can》中敘述了這些事件，於2002年被拍成電影。艾巴內爾稱泛美為航空公司中的麗池酒店，並認為豪華的航空旅遊年代已經結束。
阿波羅計劃期間，泛美曾預售前往月球的客票，這些客票後來成為收藏家的無價之寶。在斯坦利·庫布里克執導的《2001太空漫遊》中，有一架隸屬泛美航空名為太空飛剪號（Space Clipper）的太空飛機，曾出現於該電影的宣傳海報中。1968年《2001太空漫遊》公演期間，一家公司曾出售太空飛剪號的塑膠模型。
泛美於1961年至1991年間是日本相撲比賽的主要贊助商，由泛美遠東區經理大衛·瓊斯（David Jones）將泛美杯頒發給勝出的相撲手。泛美也於60年代至70年代期間與一家拼圖生產商合作推出一些印有泛美標誌和名稱的外國風景拼圖。
泛美也是一些主要運動比賽的贊助商，包括世界盃足球賽（最後一次贊助於1990年）和奧運會（最後一次贊助於1988年）。
2011年，泛美航空的故事已被拍成同名電視劇集，名稱為《Pan Am》（港譯：泛美情空，陸譯：泛美之旅），播出一季後，已不被續約。

## 意外與恐怖分子事件
泛美發生超過75宗嚴重意外，其中一些涉及人命傷亡。第一宗致命意外於1932年7月16日發生，一架福特三發動機（Ford Trimotor）客機在智利聖地牙哥東北部山區墜毀。機上全部人罹難。
- 1952年8月29日，泛美航空292号班机墜毀於亞馬遜雨林，导致50人遇难。
- 1965年9月17日，第一架量产型波音707在泛美航空292号班机空难中坠毁，该事件导致30人遇难。
- 1968年12月12日，泛美航空217号班机在委内瑞拉加拉加斯附近坠毁，机上51人全部遇难。
- 1973年7月22日，泛美航空816号班机从塔希提法阿国际机场起飞后不久后坠海，机上79人中仅1人幸存。
- 1974年1月30日，泛美航空806号班机从美属萨摩亚起飞后不久坠毁，机上机上101人中，97人遇难，仅4人幸存。
- 1974年4月22日，泛美航空812號班機，為一架波音707客機，名為頂峰飛剪號(Clipper Climax)，從香港啟德機場前往印尼。降落前撞山墜毀，全機107人死亡。
- 另一架名為勝利飛剪號（Clipper Victor）的波音747，於1977年3月27日由加州洛杉磯飛往拉斯帕爾馬斯，但因為拉斯帕爾馬斯收到炸彈恐嚇而轉飛往特內里費島。這架747客機在跑道上與荷蘭皇家航空一架波音747相撞，造成583人死亡。特內里費空難是911事件發生前由飛機引發的最嚴重的事故，亦是迄今為止造成最多乘客死亡的空難。
- 1982年7月9日，泛美航空759号班机一架波音727-235客机因微下击暴流引发的风切变坠毁于新奥尔良郊区肯纳，造成145名乘客死亡，地面6间房屋被毁，5间房屋严重损毁。泛美航空759号班机空难是1982年最严重的空难，也是美国领土第五致命空难。

泛美也涉及數宗恐怖襲擊事件。1970年，泛美93号班机由阿姆斯特丹起飞后被解放巴勒斯坦人民阵线成员劫持至开罗，乘客下机后被扣留，这架机龄只有五个月的波音747也在开罗被炸毁。
- 1973年12月17日，泛美110號航班在羅馬等待乘客登機時，被一群巴勒斯坦法塔赫分子投擲炸彈，造成30人死亡。
- 1982年8月11日，泛美830號航班在太平洋上空發生爆炸，炸死一名乘客，飛機安全降落檀香山。
- 1986年9月5日，一架在執行泛美73號航班的波音747在停留巴基斯坦卡拉奇時被四名劫機者劫持，並殺死20人。

### 泛美航空214号班机
1963年12月8日，一架名為信風飛剪號（Clipper Tradewind）的波音707在降落費城途中失火墜毀。事後調查發現，閃電擊中油箱的揮發物後起火。這次事件後，聯邦航空局命令所有商用飛機加裝放電器。

### 泛美103號班機
泛美最後一次涉及恐怖活動的致命意外於1988年12月21日發生，泛美103航班是當天第三班從倫敦希斯路機場前往紐約甘迺迪國際機場的航班，由一架註冊編號N739PA，名為海上侍女飛剪號（Clipper Maid of the Seas）的波音747-121飛航。航班飛至蘇格蘭丹弗里斯-加洛韋的洛克比上空時，前貨艙一個重340至450克的塑膠炸彈爆炸令飛機一分為二後墜毀。機上259人全部罹難，亦造成地面11人死亡。罹難者中有189人是美國人，911事件發生前這宗事故一直是導致最多人死亡的恐怖襲擊。此次事件被拍摄成《空中浩劫》第七季第二辑。

## 外部連結
- 泛美航空歷史基金會 （页面存档备份，存于） - 以保留公司的歷史成就與資產而成立的基金會（英文）
- 泛美航空文獻之家 （页面存档备份，存于）（英文）
- History of the three incarnations of Pan Am（英文）
- TransOceanic Travel & the Pan American Clippers（英文）
- 過去的班機時刻表和地圖 （页面存档备份，存于）（英文）
- An overview of some collectibles and memorabilia （页面存档备份，存于）（英文）
- Fly Pan Am （页面存档备份，存于） - 目前擁有泛美（Pan Am）註冊商標的公司（與1927-1991之間的泛美航空無關）（英文）
- TransAtlantic Re-enactment Flight （页面存档备份，存于）（英文）